# Chrášťovice
Chrášťovice (en allemand : Kraschtowitz) est une commune du district de Strakonice, dans la région de Bohême-du-Sud, en République tchèque. Sa population s'élevait à 264 habitants en 2020.

## Géographie
Chrášťovice se trouve à 9 km au nord de Strakonice, à 59 km au nord-ouest de České Budějovice et à 92 km au sud-ouest de Prague.

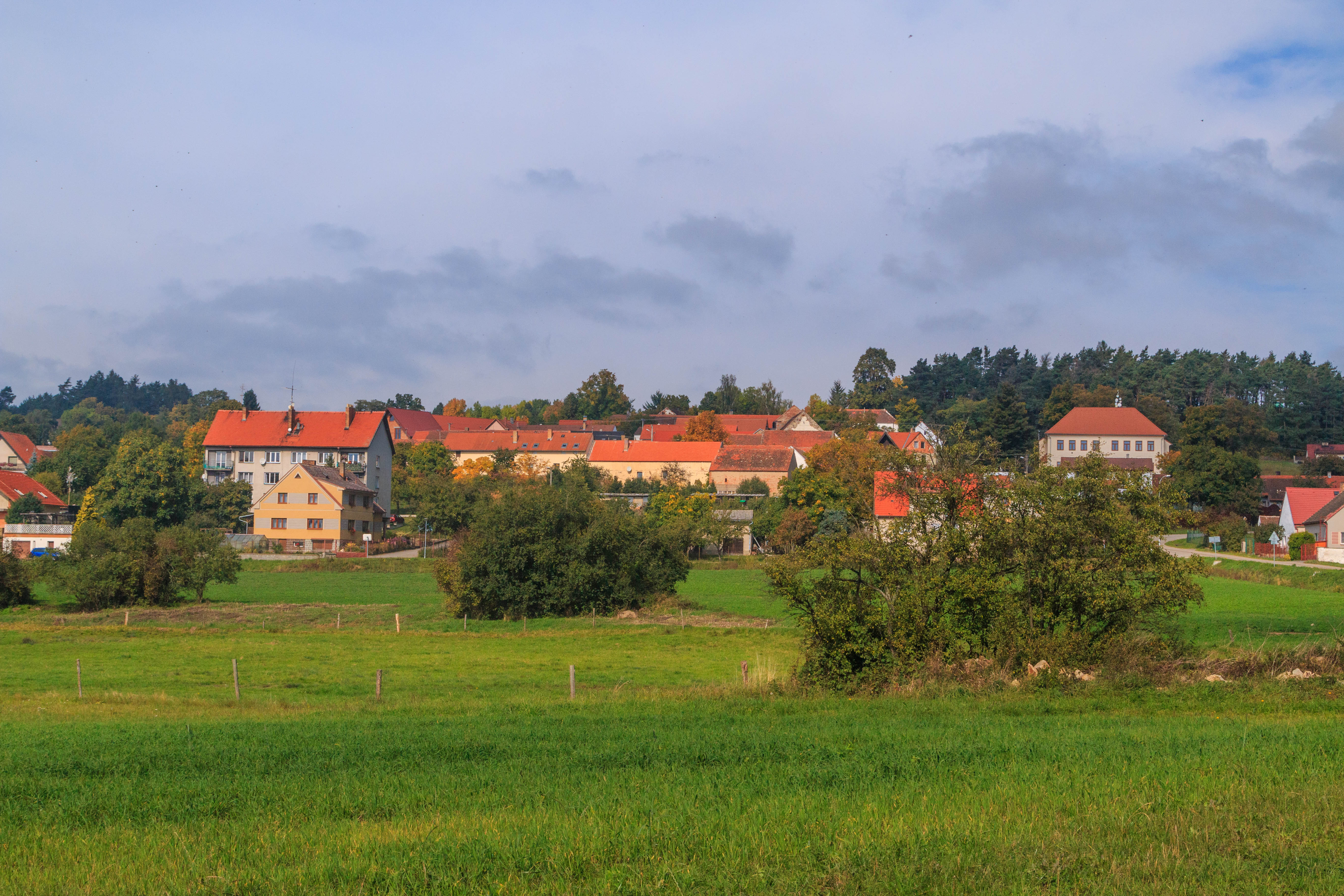
Chrášťovice : vue générale.
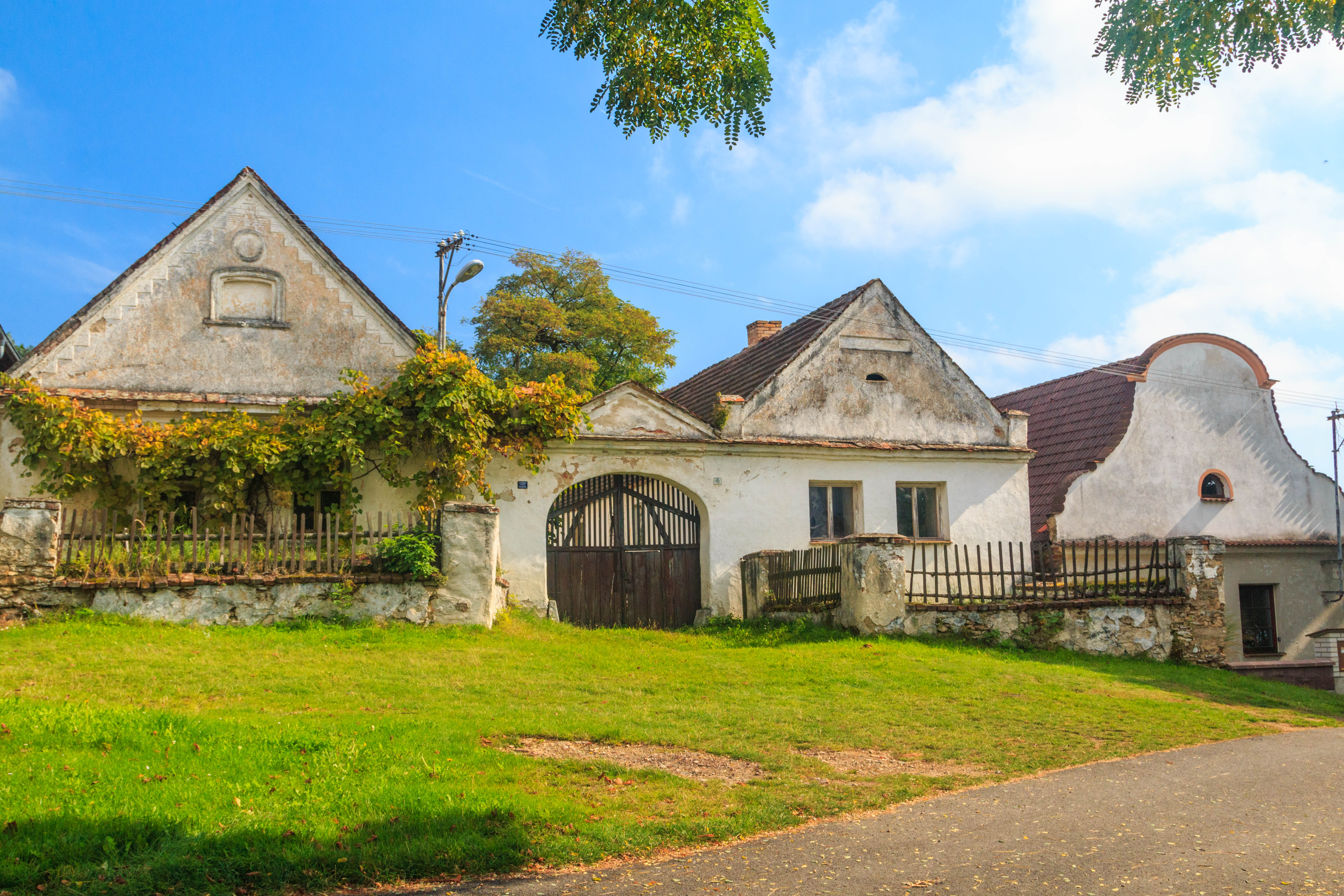
Architecture rurale traditionnelle.

La commune est limitée par Lažany au nord, par Radomyšl à l'est, par Droužetice au sud, par Únice au sud-ouest et par Třebohostice et Doubravice à l'ouest.

## Histoire
La première mention écrite de la localité date de 1544.